# Teodor Lubieniecki
Teodor (Bogdan) Lubieniecki (Lubienietski, Lubienitzki, Lubienietzki) (Krakau of Lublin, ca. 1653 - Polen, in of na 1729) was een Poolse kunstschilder van de barok. Lubieniecki was vooral bekend als landschapschilder en portretschilder. Hij was tevens tekenaar en etser.
Werk van Lubieniecki is te vinden in de collectie van onder meer het Nationaal Museum in Warschau en het Philadelphia Museum of Art.

## Levensloop
Teodor Lubieniecki was afkomstig uit een Pools adellijk geslacht. Hij was een zoon van de theoloog en astronoom Stanislaus Lubieniecki (1623-1675). Hij en zijn broer Christoffel leerden schilderen en tekenen bij Johann Georg Stuhr in Hamburg. Na de dood van hun vader in 1675 vertrokken zij naar Amsterdam, waar Theodor leerling werd van Gerard de Lairesse. Hij ging op 21 mei 1677, op 24-jarige leeftijd, in Amsterdam in ondertrouw met een Poolse vrouw, Agnieta Wissouvatius van Krakau.
In 1682 verhuisde Teodor naar Hannover om te werken als hofschilder van Frederik III van Brandenburg. Hij werkte ook een tijd in Florence als hofschilder van Cosimo III de' Medici. In 1696-1706 was hij hofschilder van Frederik I van Pruisen in Berlijn en de eerste rector van de Berlijnse kunstacademie (1702). In 1706 keerde hij, via Dresden, weer terug naar Polen.

## Afbeeldingen

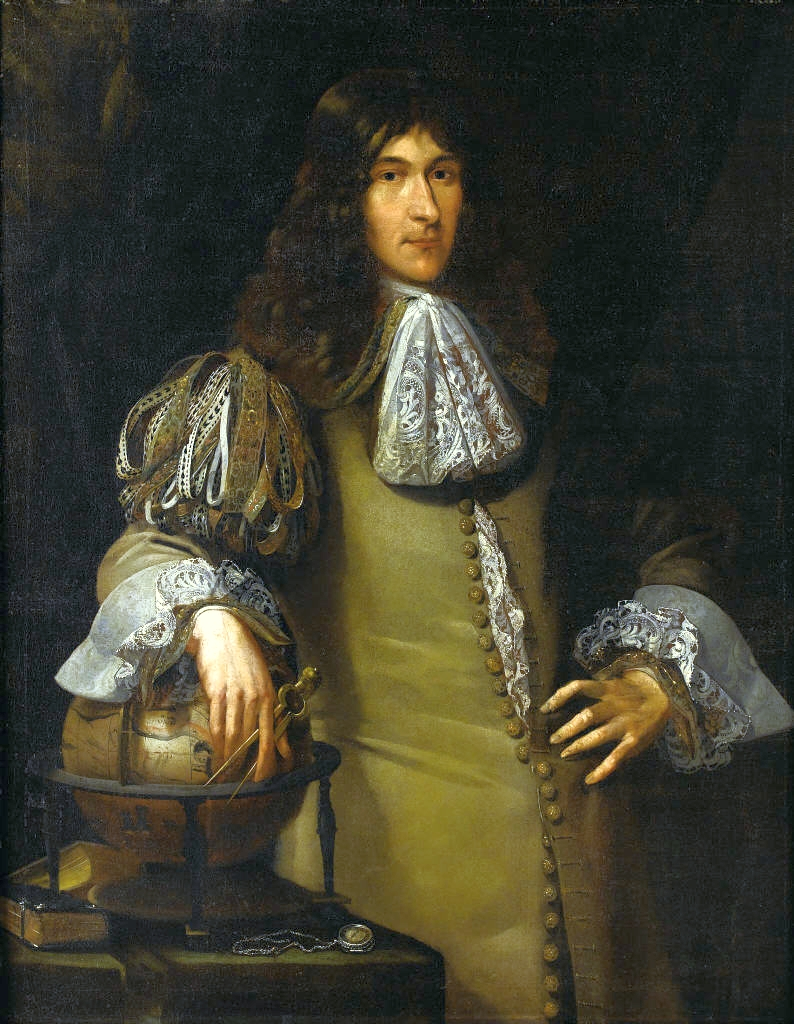
Portret van een geleerde, jaren 1670
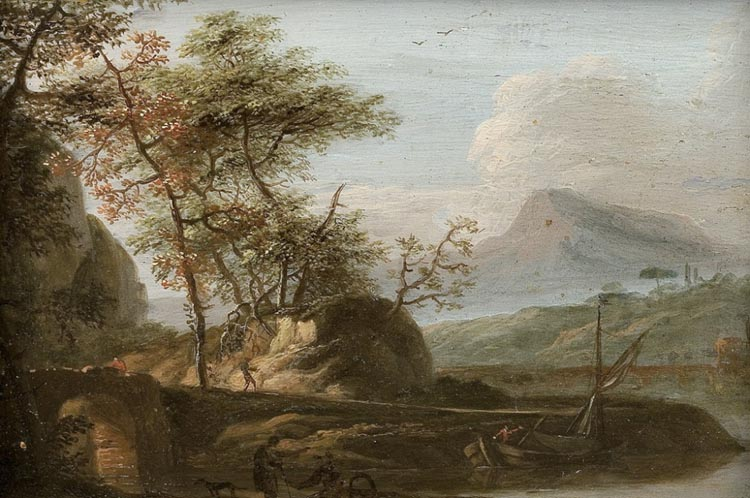
Waterlandschap met boot en figuren, 1694
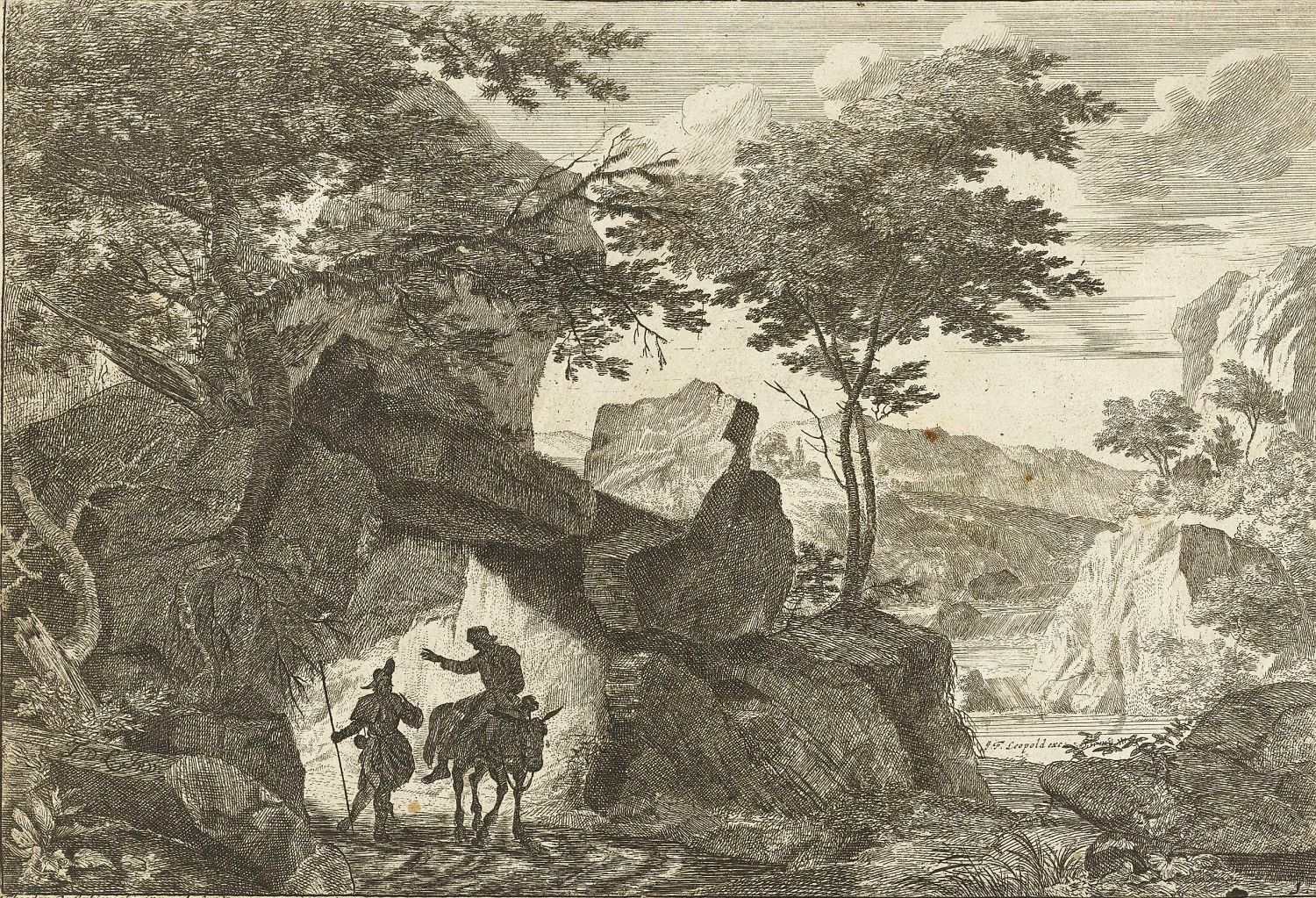
Berglandschap met twee reizigers, ets, 1698-1701
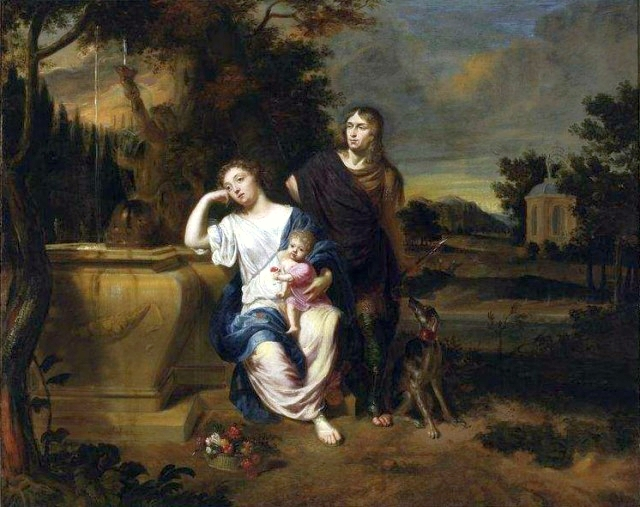
Portret van een familie, na 1700

- Biografisch Portaal: 01216975
- Gemeinsame Normdatei: 1038562554
- International Standard Name Identifier: 0000 0004 3662 5950
- RKD-Nederlands Instituut voor Kunstgeschiedenis: 51127
- Union List of Artist Names: 500078178
- Virtual International Authority File: 310522344